# Kap Verdes herrlandslag i handboll
Kap Verdes herrlandslag i handboll representerar Kap Verde i handboll på herrsidan.
2020 deltog de i Afrikanska mästerskapet för första gången, där de tog en 5:e plats och därmed kvalificerade sig för VM 2021. Det blev deras första deltagande i VM. Under mästerskapets gång blev de tvungna att dra sig ur på grund av Covid-19 i laget, och de placerade sig sist. 2022 deltog de i Afrikanska mästerskapet igen och tog där oväntat silver efter att ha slagit ut Marocko i semifinal och därefter förlorat finalen mot Egypten. I och med det kvalificerade de sig för VM 2023.

## Resultat

### Afrikanska mästerskapet
- 2020: 5:e plats
- 2022:  Silver

### Världsmästerskapet
- 2021: 32:a plats
- 2023: 23:e plats